# Erickson Le Zulu
 (février 2020).
Si vous disposez d'ouvrages ou d'articles de référence ou si vous connaissez des sites web de qualité traitant du thème abordé ici, merci de compléter l'article en donnant les références utiles à sa vérifiabilité et en les liant à la section « Notes et références ».
Erickson le Zulu, nom de scène d'Éric Bosiki (né le 2 novembre 1977 à Kinshasa (Zaïre) et mort le 16 février 2020 à Créteil (France)), ex-disc-jockey (DJ) au Roland Garros, est un chanteur ivoirien originaire de la République démocratique du Congo.

## Biographie
Erickson le Zulu a commencé à chanter depuis l’âge de 9 ans en compagnie de sa mère à l’église au Congo. Mais c’est une fois arrivé en Côte d’Ivoire qu'il a intégré l’univers des DJ. C’est ainsi que beaucoup de personnes l’ont découvert dans un grand maquis de la place (le Roland Garros aujourd'hui dénommé Le Texas) où il officiait avec Inno 100 Versace. En 2006, il se voit décerner le prix de L’artiste interprète masculin de l’année au RTI Music Awards.
Hospitalisé depuis quelques jours et souffrant d’une hépatite B et d’une cirrhose du foie, Erickson Le Zulu meurt le 16 février 2020 à Paris.

### Famille
Erickson le Zulu est père de 4 enfants.

## Discographie
- 2002 : Ouragan
- 2003 : Suzanna
- 2007 : Gloire
- ? : Nouvelle Génération
- 2008 : La main de Dieu